# نيك رذرفورد
نيكولاس رذرفورد (ولد في 7 أغسطس 1985) هو ممثل أمريكي وكوميدي وكاتب ومؤسس مشارك لمجموعة الكوميديا قود نيبر. قدم عروض ستاند أب كوميدي في لوس أنجلوس ونيويورك. وكان كاتبًا في ساترداي نايت لايف.